# Thorildsplan (tunnelbanestation)
Thorildsplan är en station på Stockholms tunnelbana, belägen i stadsdelen Kristineberg på Kungsholmen i Stockholms innerstad, mellan Drottningholmsvägens körbanor väster om själva Thorildsplan. Den trafikeras av T-bana 1 (gröna linjen) och ligger mellan stationerna Kristineberg och Fridhemsplan. Stationen består av en plattform utomhus (en av få i Stockholms innerstad), med entré i öster via en gångtunnel under Drottningholmsvägen från Thorildsplan. Den togs i bruk den 26 oktober 1952, när T-banan Hötorget–Vällingby invigdes. Avståndet från Slussen är 6,1 kilometer.
Den konstnärliga utsmyckningen är gjord i två omgångar, 1975 och 2008. Huck Hultgren står för det första bidraget, en träsol uppsatt på en betongvägg och konstnären Lars Arrhenius har gjort pixelerade mönster och figurer med olikfärgade kakelplattor.

## Bilder

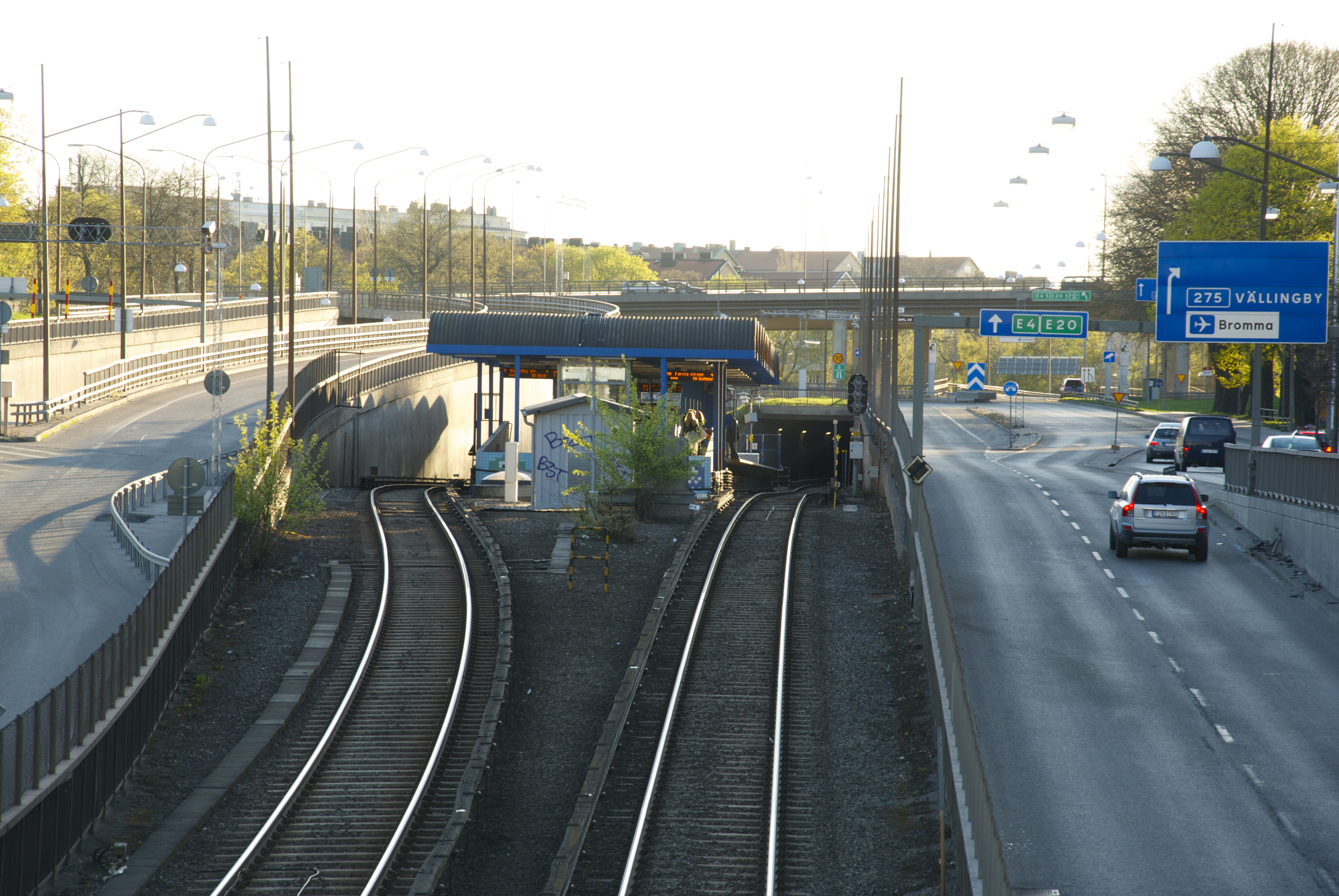
Stationen sedd från öster
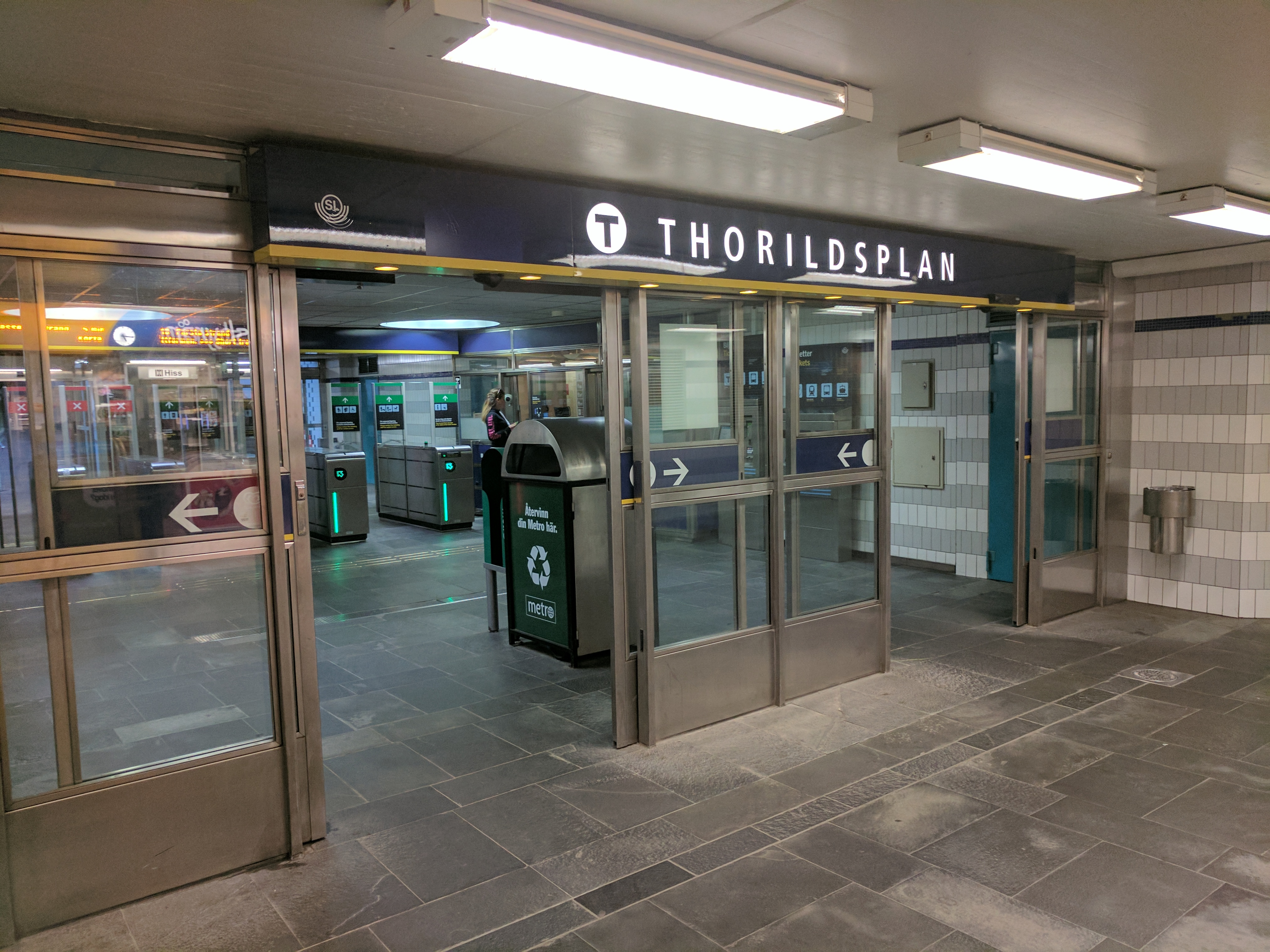
Ingången
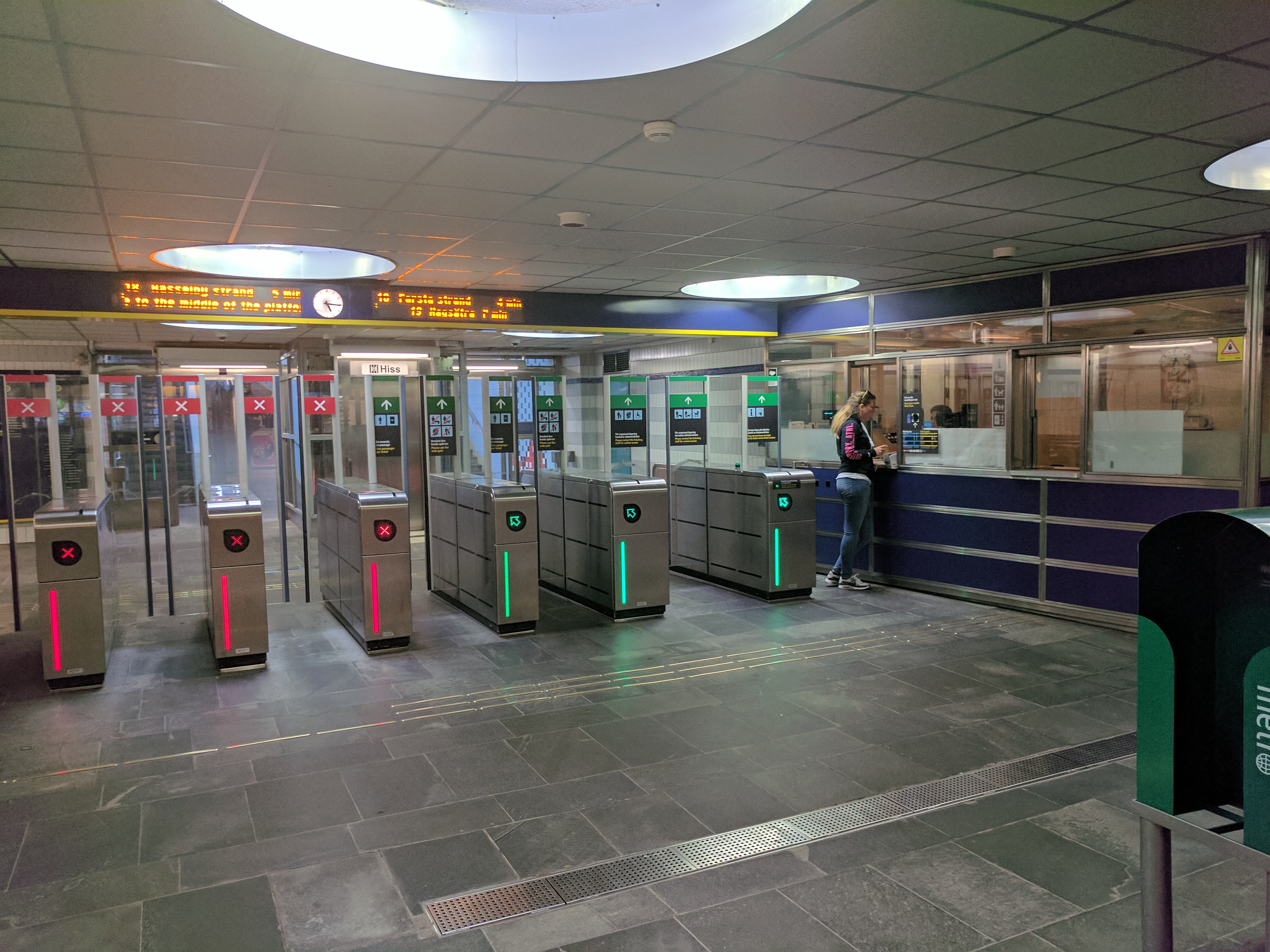
Spärren
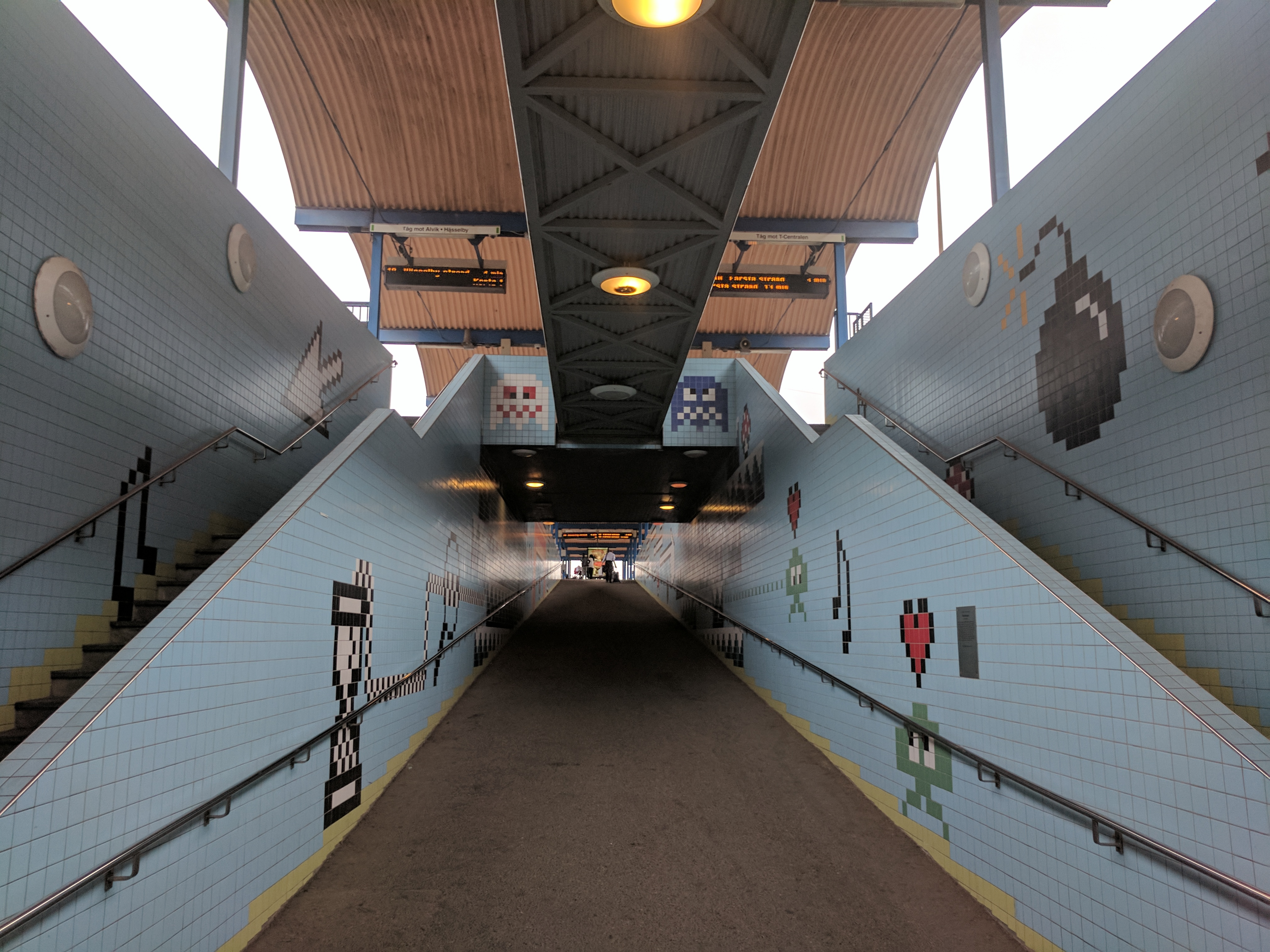
Uppgången
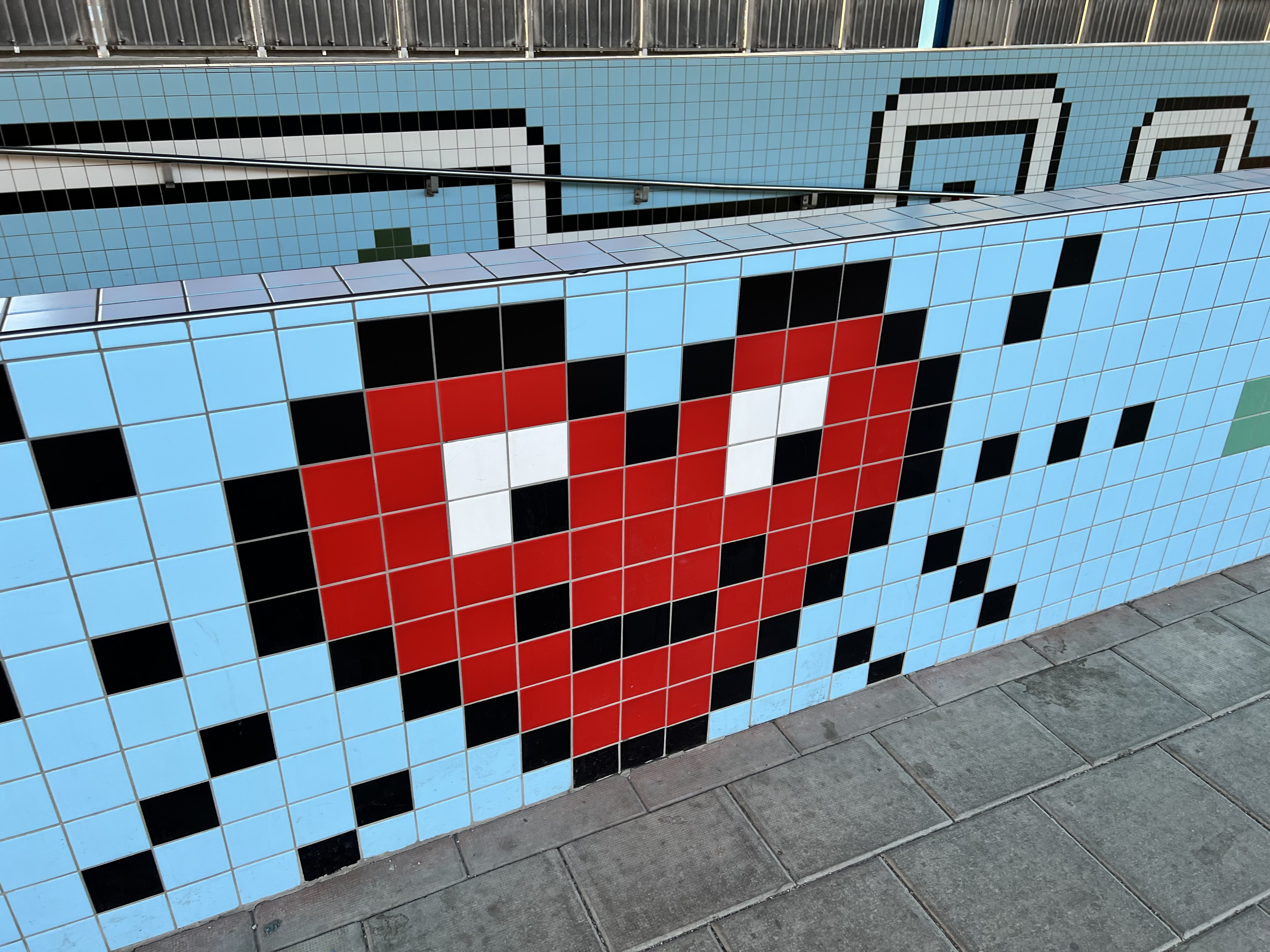
Mönster inspirerad av dataspel (Lars Arrhenius)
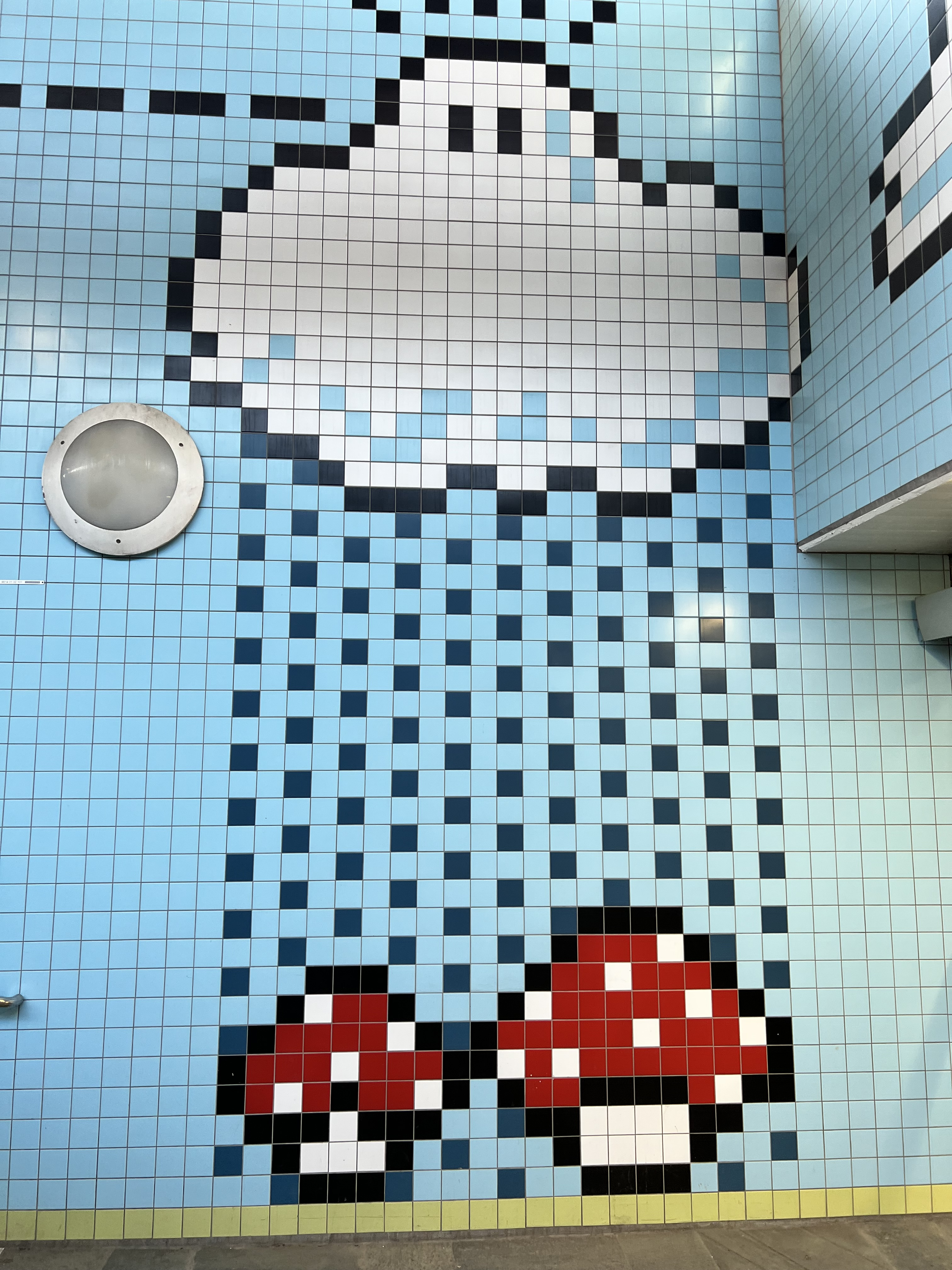
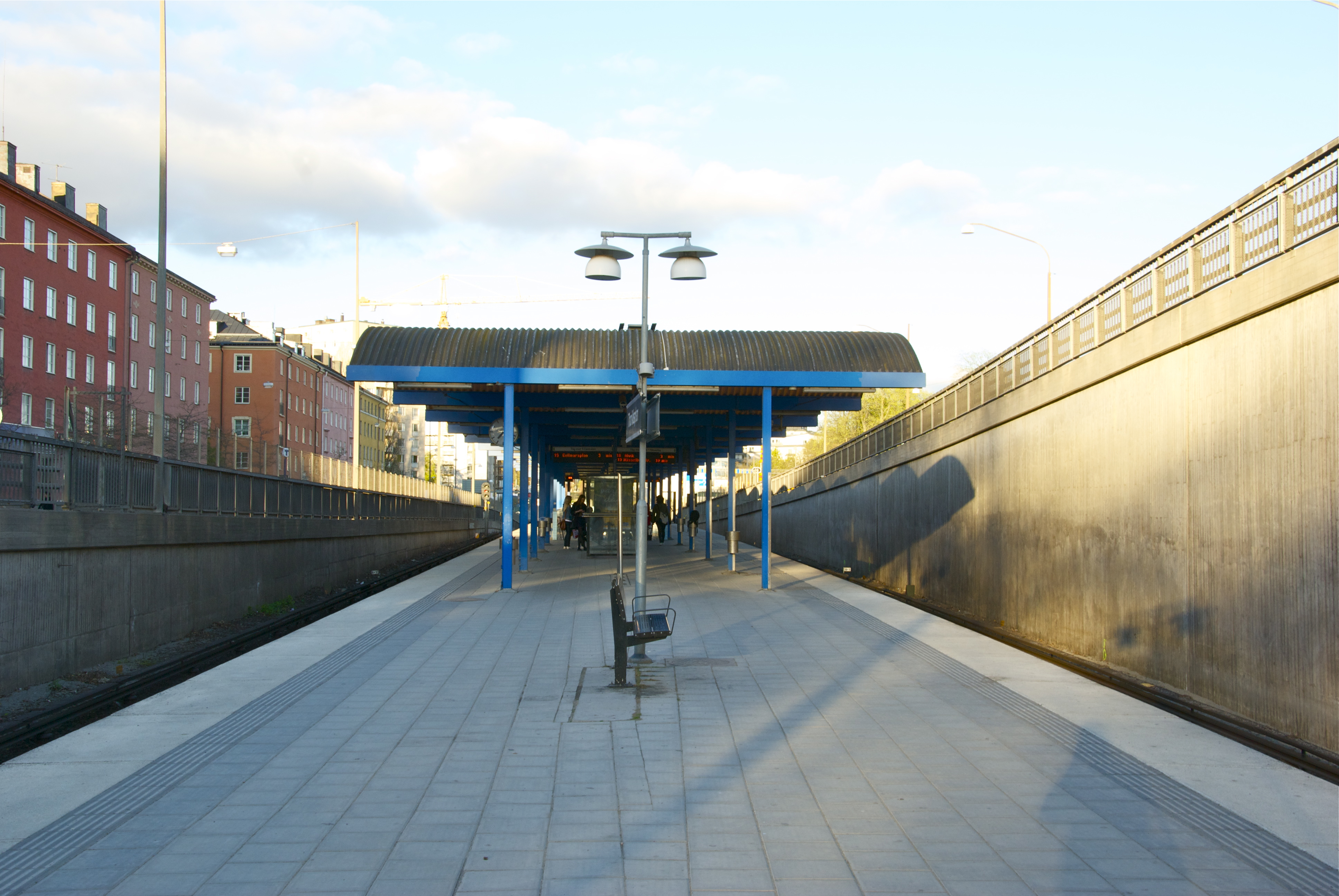
Perrongen
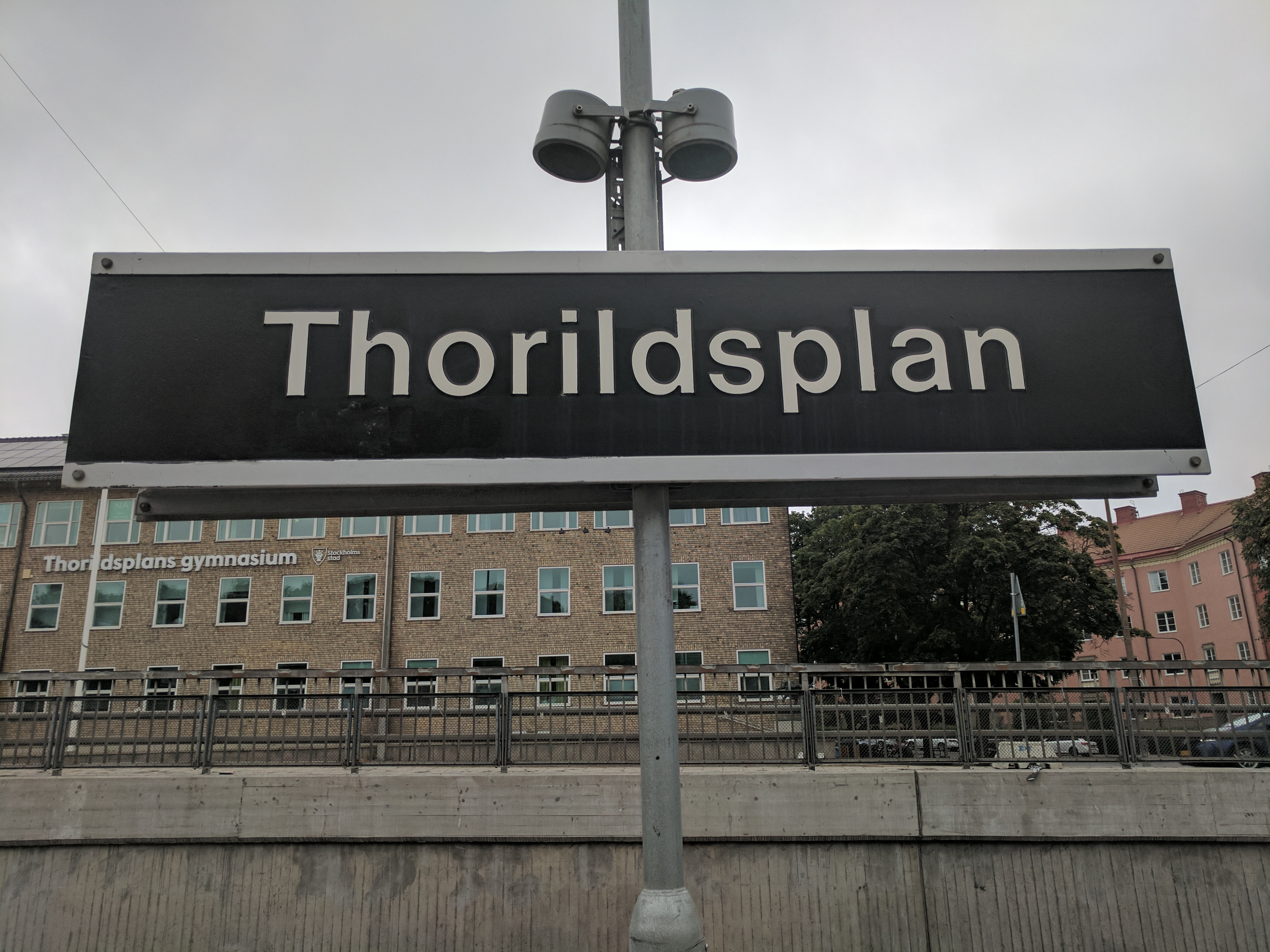
Stationsskylt